# Chlamydoselachus
A Chlamydoselachus a porcos halak (Chondrichthyes) osztályának szürkecápa-alakúak (Hexanchiformes) rendjébe, ezen belül a galléroscápa-félék (Chlamydoselachidae) családjába tartozó nem.

## Rendszerezés
A nembe az alábbi 2 élő faj és 11 fosszilis faj tartozik:
- Chlamydoselachus africana Ebert & Compagno, 2009
- karcsú galléros cápa (Chlamydoselachus anguineus) Garman, 1884 - típusfaj

- †Chlamydoselachus bracheri Pfeil, 1983
- †Chlamydoselachus fiedleri Pfeil, 1983 - egyesek Proteothrinax baumgartneri-ként (Pfeil, 1983) írják le[2]
- †Chlamydoselachus garmani Welton, 1983
- †Chlamydoselachus goliath Antunes & Cappetta, 2002
- †Chlamydoselachus gracilis Antunes & Cappetta, 2002
- †Chlamydoselachus keyesi Mannering & Hiller, 2008
- †Chlamydoselachus landinii Carrillo-Briceño, Aguilera & Rodriguez, 2014
- †Chlamydoselachus lawleyi Davis, 1887
- †Chlamydoselachus tatere Consoli, 2008
- †Chlamydoselachus thomsoni Richter & Ward, 1990
- †Chlamydoselachus tobleri Leriche, 1929

### Fordítás
- Ez a szócikk részben vagy egészben  a   Chlamydoselachus című angol Wikipédia-szócikk ezen változatának fordításán alapul.  Az eredeti cikk szerkesztőit annak laptörténete sorolja fel. Ez a jelzés csupán a megfogalmazás eredetét és a szerzői jogokat jelzi, nem szolgál a cikkben szereplő információk forrásmegjelöléseként.